# انفجار پرتو گاما

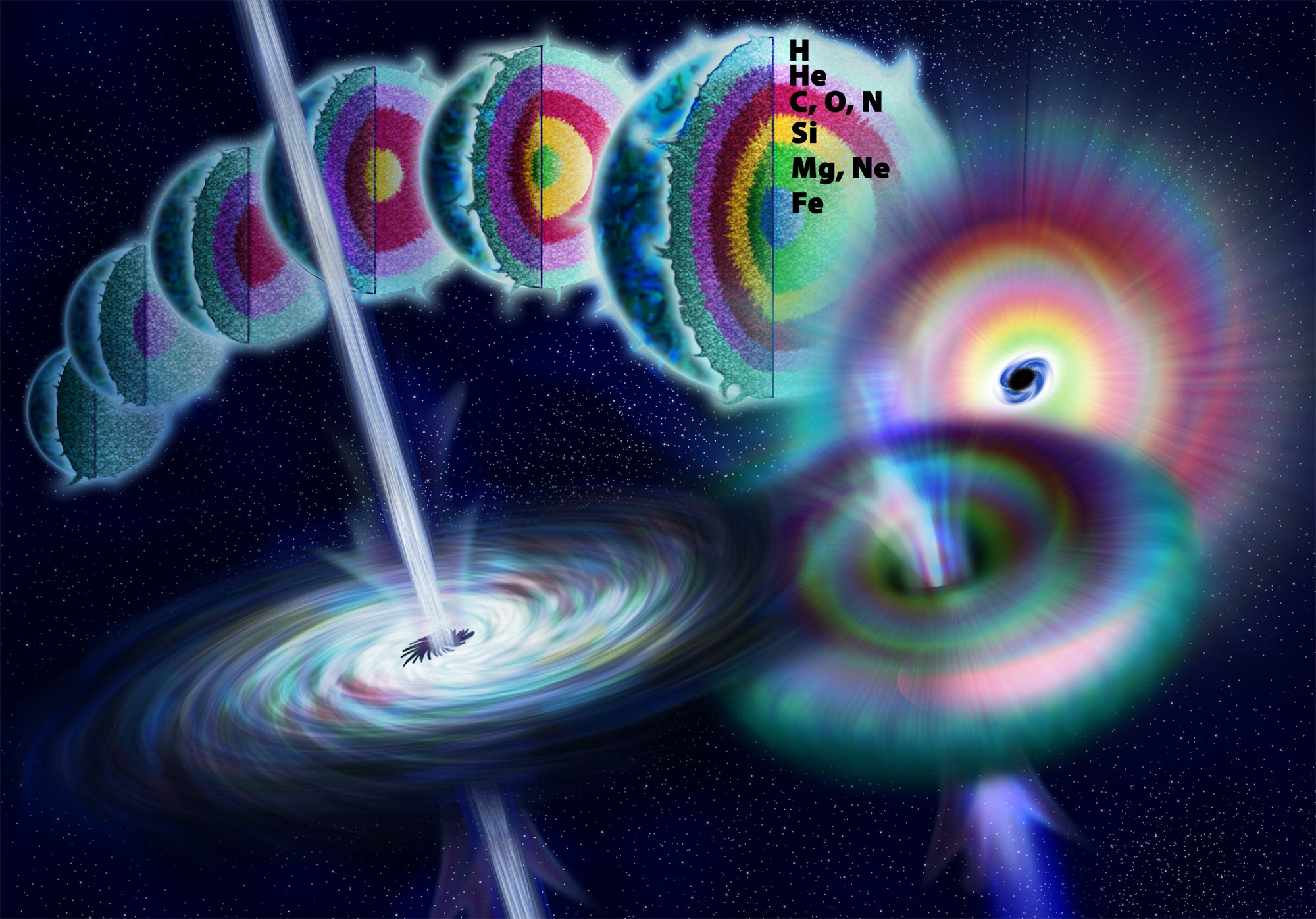
Artist's illustration showing the life of a massive star as nuclear fusion converts lighter elements into heavier ones. When fusion no longer generates enough pressure to counteract gravity, the star rapidly collapses to form a black hole. Theoretically, energy may be released during the collapse along the axis of rotation to form a gamma-ray burst.

انفجار پرتو گاما یا فوران پرتو گاما یا GRB (به انگلیسی: Gamma-ray burst) به فوران ناگهانی و شدید پرتو گاما در اعماق کیهان گفته می‌شود. این پدیده ده‌ها سال به عنوان یکی از پدیده‌های مرموز اخترشناسی شناخته می‌شد. امروزه معلوم شده‌است که برخی از این انفجارها مربوط به ابرنواخترها، و برخی دیگر مربوط به مگنتارها هستند.

## فوران های گاما
قبل از اینکه بخواهیم درمورد فوران های پرتوی گاما صحبت کنیم نیاز است که درمورد خود پرتو گاما بدانیم:
پرتو ها به صورت کلی دارای دو مشخصه ی فرکانس و طول موج هستند هرچه فرکانس بیشتر باشد طول موج نیز کمتر است و هر چه فرکانس کمتر باشد نیز طول موج بیشتر خواهد بود.
پرتو های زیر از چپ به راست فرکانس های بالاتری دارا می شوند و از راست به چپ طول موجشان بیشتر می شود.
پرتو های:
کیهانی ، گاما ، ایکس ، فرابنفش ، مرئی ، فروسرخ ، ریزموج ، امواج رادیویی کوتاه ، امواج رادیویی بلند
همانطور که مشاهده می کنید پرتوی گاما در میان پرتو های با فرکانس بالا و طول موج کمتر قرار گرفته است که مشخص می کند پرتوی گاما ، پرتویی پر انرژی است.
پرتوی گاما را با حرف یونانی گاما نشان می دهند. (Ƴ)

## مدت زمان و سرچشمه
مدت زمان این پدیده ، جهت آن و این که کی دوباره برمی گردد را نمی توان پیشبینی کرد کمترین فوران گامای ثبت شده تنها در کسری از ثانیه است و بیشترین آن حدود هزار ثانیه ، اما قدرت این فوران ها را دست کم نگیرید به صورتی که این فوران ها در عرض ۸ ثانیه انرژی ای معادل ۸ میلیارد سال حیات خورشید ایجاد می کنند !
حال ، چه چیزی باعث این فوران های عظیم گاما می شود؟
1 برخورد ستارگان نوترونی به یکدیگر که حدود 5 تا 10 برابر خورشید جرم دارند.
2 اینکه ستارگان نوترونی به درون یک سیاهچاله ی پرجرم((super massive کشیده شوند که باعث فوران گاما و پلاسما  از سیاهچاله میشود.
3 اینکه یک فرانواختر یا (hyper nova) رخ دهد.

## تاریخچه
کشف این انفجارها به دهه ۱۹۶۰ باز می‌گردد. در این زمان تعدادی از ماهواره‌های نظامی بادبان که برای ردیابی انفجارهای هسته‌ای اتحاد جماهیر شوروی سوسیالیستی از سوی ایالات متحده آمریکا به جو زمین پرتاب شده بودند، به جای تشخیص انفجار هسته‌ای بر روی زمین، انفجاری بسیار نیرومند تر را در پشت خود و در ژرفای کیهان یافتند. ماهواره‌های نظامی بادبان به منظور آشکارسازی انفجارهای هسته‌ای ناقض قرارداد ممنوعیت آزمایش‌های هسته‌ای طراحی و پرتاب شده بودند. تا سال ۱۹۹۰ هیچ‌یک از منابع این پرتوها کشف نشده بود و تنها چیزی که دانشمندان در مورد سرچشمهٔ آن‌ها می‌دانستند این بود که آن‌ها از فضای بیرون جو زمین سرچشمه می‌گیرند.

## نخستین مشاهده
برتو مونارد (Berto Monard) نخستین اخترشناس آماتوری است که یک انفجار پرتو گاما را مشاهده کرد. برتو مونارد که در آفریقای جنوبی زندگی می‌کند، این فوران گاما را در روز ۲۵ ژوئیه ۲۰۰۳، ۷٫۱ ساعت بعد از فوران اصلی با تلسکوپ ۱۲ اینچی یا حدوداً ۳۰ سانتی‌متری‌اش رصد کرد.

## انفجارهای با منشاء ابرنواختری
ماهواره سوییفت ناسا، نشان داده‌است که خیلی از فوران‌های پرتو گاما، انفجارهایی همانند ابرنواخترهایی هستند که در پایان عمر ستارگان ابرپرجرم به وجود می‌آیند. بر پایهٔ برخی از نظریات، در این انفجارها، هستهٔ زیرین ستاره مستقیماً می‌رمبد تا یک سیاهچاله ستاره وار را تشکیل دهد. انرژی آزاد شدهٔ ناشی از این رمبش، صد بار بیشتر از انرژی آزاد شده در رمبش منشاء یک ستاره نوترونی است. این پدیده‌ها میان چند صدم ثانیه و چند ساعت دوام می‌آورند.

## مکان یابی
با توجه به زودگذر بودن این پدیده، ظاهراً مکان یابی چشمهٔ آن‌ها باید کار مشکلی باشد، اما این طور نیست. خود انفجار گاما زودگذر است و معمولاً حدود چند ثانیه طول می‌کشد، اما در کنار پرتو گاما امواج رادیویی و گاه نور مرئی نیز از محل انفجار ساطع می‌شود و برخلاف پرتوهای گاما پیامدهای رادیویی آن می‌توانند تا هفته‌ها ادامه داشته باشند.

## پژوهشگر و گردآورنده
شهرزاد راجی